# 中原早苗
中原 早苗（なかはら さなえ、1935年7月31日 - 2012年5月15日）は、東京市四谷区（現：東京都新宿区）出身の女優。本名：深作 早苗。夫は映画監督の深作欣二（2003年死別）、同じく映画監督の深作健太は長男である。

## 来歴・人物
父は戦前東宝で活躍した藤尾純だが、早苗が幼少の頃に家を出てしまい、母で舞台女優だった南部雪枝が1人で育てた。
国本女子高等学校卒業。在学中の1953年に『村八分』（近代映画協会・現代ぷろだくしょん）にて主演級の役でデビュー。現代ぷろだくしょんに入ると、設立メンバーの山村聡の家に住み込んで女優としての所作を学び、『蟹工船』にも出演。独立プロ系の作品で活躍後、母と知り合いの水の江瀧子にスカウトされ、1955年に日活と契約（年間6本で1本当たり20万円と高額の条件であった）。中原と笹森礼子、浅丘ルリ子、清水まゆみ、吉永小百合、芦川いづみの6人は「日活パールライン」と呼ばれ、色々なジャンルの映画の中で主役から脇役まで様々な役柄を幅広くこなす器用な若手女優として、8年間に80本の作品に出演した。1964年にフリーとなり、『仁義なき戦いシリーズ』など東映を中心に各社の映画に顔を出す。
私生活では川地民夫と事実婚状態となるも、短期で未入籍のまま別離。その後、1965年に映画監督の深作欣二と結婚。深作との間に生まれたのが深作健太。深作にはたびたび女性問題などの醜聞が報じられるなど、夫婦仲が心配されたが、深作の逝去まで夫婦生活を全うした。欣二が亡くなった後は表舞台に一切出ず、引退状態であったという。2012年5月15日、心不全のため逝去。76歳没。

## 出演

### 映画

『村八分』（1953年）

- 村八分（1953年、近代映画協会・現代ぷろだくしょん）
- 蟹工船（1953年、北星）
- ドラムと恋と夢（1956年、日活）
- ニコヨン物語（1956年、日活）
- 火の鳥（1956年、日活）
- デンスケの宣伝狂（1956年、日活）
- 乳母車（1956年、日活）
- フランキー・ブーちゃんの　あゝ軍艦旗（1957年、日活）
- 街燈（1957年、日活）
- 倖せは俺等のねがい（1957年、日活）
- 反逆者（1957年、日活）
- 白い夏（1957年、日活）
- 続　あゝ軍艦旗　女護ケ島奮戦記（1957年、日活）
- 誘惑（1957年、日活）
- 高校四年（1957年、日活）
- 峠（1957年、日活）
- 童貞先生行状記（1957年、日活）
- 心と肉体の旅（1958年、日活）
- フランキー・ブーちゃんの　殴り込み落下傘部隊（1958年、日活）
- 美しき不良少女（1958年、日活）
- 大阪娘と野郎ども（1958年、日活）
- 四季の愛欲（1958年、日活）
- 知と愛の出発（1958年、日活）
- 悪魔と天使の季節（1958年、日活）
- 明日を賭ける男（1958年、日活）
- 赤い波止場（1958年、日活）
- 嵐の中を突っ走れ（1958年、日活）
- 続夫婦百景（1958年、日活）
- 大阪の風（1958年、日活）
- 紅の翼（1958年、日活）
- 実いまだ青し（1959年、日活）
- 名づけてサクラ（1959年、日活）
- 才女気質（1959年、日活）
- 街が眠る時（1959年、日活）
- かわいい女（1959年、日活）
- 海の罠（1959年、日活）
- 南国土佐を後にして（1959年、日活）
- 浮氣の季節（1959年、日活）
- 人形の歌（1959年、日活）
- ギターを持った渡り鳥（1959年、日活）
- 波止場の無法者（1959年、日活）
- 学生野郎と娘たち（1960年、日活）
- 白銀城の対決（1960年、日活）
- あじさいの歌（1960年、日活）
- 渡り鳥いつまた帰る（1960年、日活）
- 天下を取る（1960年、日活）
- 東京の暴れん坊（1960年、日活）
- 喧嘩太郎（1960年、日活）
- あした晴れるか（1960年、日活）
- 海の情事に賭けろ（1960年、日活）
- 東京のお転婆娘（1961年、日活）
- あいつと私（1961年、日活）
- 堂堂たる人生（1961年、日活）
- 当りや大将（1961年、日活）
- ろくでなし野郎（1961年、日活)
- 豚と軍艦（1961年、日活）
- メキシコ無宿（1962年、日活）
- 関東無宿（1963年、日活）
- 暗黒街大通り（1964年、東映）
- くノ一忍法（1964年、東映）
- 眠狂四郎炎情剣（1965年、大映）
- ひも（1965年、東映）
- 真紅な海が呼んでるぜ（1965年、日活）
- 怪談片目の狼（1965年、東映）
- 黒い誘惑（1965年、大映）
- 日本侠客伝 血斗神田祭り（1966年、東映）
- 雌が雄を喰い殺す かまきり (1967年、松竹)
- みな殺しの霊歌（1968年、松竹）
- ㊙トルコ風呂（1968年、東映）
- 命かれても（1968年、東映）
- 日本暴力団 組長（1969年、東映）
- ドリフターズですよ!特訓特訓また特訓（1969年、東宝）
- 眠狂四郎円月殺法 (1969年、大映)
- でんきくらげ（1970年、大映）
- 軍旗はためく下に（1972年、東宝）
- 女囚さそり 701号怨み節（1973年、東映）
- 修羅雪姫（1973年、東宝）
- 仁義なき戦い 頂上作戦（1974年、東映）
- 赤ちょうちん（1974年、日活）
- 仁義なき戦い 完結篇（1974年、東映）
- 新仁義なき戦い（1974年、東映）
- 県警対組織暴力（1975年、東映）
- 新仁義なき戦い 組長の首（1975年、東映）
- 青い性（1975年、東映）
- 鬼の詩（1975年、ATG）
- 実録外伝 大阪電撃作戦（1976年、東映）
- 新仁義なき戦い 組長最後の日（1976年、東映）
- 北陸代理戦争（1977年、東映）
- 柳生一族の陰謀（1978年、東映）
- 赤穂城断絶（1978年、東映）
- あゝ野麦峠（1979年、東宝）
- 五番町夕霧楼（1980年、松竹）
- 復活の日（1980年、角川映画・東宝）
- 震える舌（1980年、松竹）
- せんせい（1983年、映像企画）
- しのぶの明日（1984年、日本ヘラルド映画）
- はしれリュウ（1986年、近代映画協会）
- 野ゆき山ゆき海べゆき（1986年、ATG）
- 親鸞 白い道（1987年、松竹）
- パチンコ物語（1990年、松竹）
- 宮澤賢治 その愛（1996年、松竹）
- 百合祭（2001年、旦々社）

など

### テレビドラマ
- 東芝日曜劇場（KR、TBS）
  - 第4回「忘れえぬクリスマス」（1956年）
  - 第7回「あばれ姫君」（1957年）
  - 第46回「ネオンの雑草」（1957年）
  - 第694回「二人の縁」（1970年）
  - 第997回「あゝ泣いて血を吐くほととぎす」（1976年、RKB）
  - 第1127回「襲われて」（1978年）
  - 第1337回「城下町の夏」（1982年、RKB）
- 特別機動捜査隊 第200話「女の終着駅」（1965年、NET / 東映）
- ザ・ガードマン（TBS / 大映テレビ室）
  - 第26話「黒い香水」（1965年）
  - 第99話「予告殺人」（1967年）
  - 第103話「真赤な裏切り」（1967年）
  - 第117話「おしゃべりは死を招く」（1967年）
  - 第126話「女の戦争」（1967年）
  - 第130話「結婚サギ師の多忙な生活」（1967年）
  - 第147話「交通殺人」（1968年）
  - 第157話「ガードマンパリで大奮戦」（1968年）
  - 第158話「ガードマンスイス追撃作戦」（1968年）
  - 第161話「恋のアムステルダム」（1968年）
  - 第177話「女猫宝石泥棒」（1968年）
  - 第206話「新婚旅行は地獄へどうぞ」（1969年）
  - 第221話「満月の夜は女を殺せ」（1969年）
  - 第238話「女がライバルを殺す方法」（1969年）
  - 第254話「マンションは女の戦場」（1970年）
  - 第260話「二人の妻を持つ夫」（1970年）
  - 第269話「団地奥さんがスターになる方法」（1970年） - 皆川民子
  - 第280話「怪談・幽霊団地の吸血鬼」（1970年）
  - 第295話「女の出世は結婚サ!」（1970年）
  - 第299話「怪談・幽霊たちのクリスマス」（1970年）
  - 第307話「教育ママの裏口入学作戦」（1971年）
  - 第314話「女二人ヨーロッパ珍道中」（1971年）
  - 第318話「夫を盗まれた妻の復讐」（1971年）
  - 第340話「おんな風呂殺人事件」（1971年）
- 丹下左膳（1965年 - 1966年、TBS） - おふじ
- 新吾十番勝負 第24話「地獄の使者」（1967年、TBS / 松竹テレビ室）- 小染
- 銭形平次（CX / 東映）
  - 第79話「六番目の男」（1967年） - お筆
  - 第239話「女の罠」（1970年） - お蔦
- 三匹の侍（CX）
  - 第4シリーズ 第23話「死霊を斬る」（1967年） - お志賀
  - 第5シリーズ 第8話「三匹廃墟をゆく」（1967年） - お清
- ローンウルフ 一匹狼 第5話「真夜中の訪問者」（1967年、NTV / 東映）
- 風 第18話「過去からの呼出し状」（1968年、TBS / 松竹） - おしま
- プロファイター 第6話「夜に舞う女」（1969年、NTV / 宝塚映画）
- プレイガールシリーズ（12ch / 東映）
  - プレイガール 第1話「男無用の女ども」（1969年）
  - プレイガールQ （1975年）
    - 第22話「ご用心! 悪女の深情け」 - 香西公子
    - 第34話「恐怖のタレント失踪事件」 - 白川静江
- 東京バイパス指令 第15話「黄金に手を出すな」（1969年、NTV / 東宝）
- 旅がらすくれないお仙 第39話「大丈夫?横になるわよ」（1969年、NET / 東映）
- 時間ですよ 第1シリーズ（1970年、TBS）
- ゴールドアイ 第24話「女スパイ島大爆発」（1970年、NTV / 東映）
- キイハンター 第130話「縛り首の木のある家」（1970年、TBS / 東映）
- おさな妻（1970年 - 1971年、12ch / C.A.L） - 藤井先生
- 徳川おんな絵巻 第7話「お妾拝領仕る」・第8話「嫁地獄」（1970年、KTV / 東映） - お葉の方
- お荷物小荷物（1970年 - 1971年、ABC） - 山田さくら
- お荷物小荷物・カムイ編（1971年 - 1972年、ABC）- 山田さくら
- 大岡越前（TBS / C.A.L）
  - 第2部
    - 第4話「恋文騒動」（1971年6月7日） - おしん
    - 第20話「若様誘拐事件」（1971年9月27日） - お島

  - 第4部 第9話「母子しぐれ」（1974年12月2日） - おまさ
  - 第5部 第11話「白洲に哭いた母二人」（1978年4月17日） - おさき
  - 第6部 第8話「過去に泣いた母ふたり」（1982年4月26日） - お玉
  - 第7部 第24話「悪魔が狙った江戸小町」（1983年10月3日） - おまさ
  - 第8部 第15話「厩火事殺人事件」（1984年10月29日） - おはま
  - 第14部 第5話「嘘つき婆さんの人助け」（1996年7月15日） - お安
- 遠山の金さん捕物帳 第72話「花の街に居残った男」（1971年、NET / 東映） - お浜
- 水戸黄門 （TBS / C.A.L）
  - 第3部 第6話「仇討ち姉弟 -藤枝-」（1972年1月3日） - おぎん
  - 第5部 第11話「弥七の幽霊 -福知山-」（1974年6月10日） - お政
  - 第13部 第7話「うなぎ屋義侠の恩返し -浜松-」（1982年11月29日） - つね
  - 第16部 第8話「仇討ち焼蛤幽霊旅籠 -桑名-」（1986年6月16日） - おきん
- 恐怖劇場アンバランス 第9話「死体置場（モルグ）の殺人者」（1973年、CX / 円谷プロ） - 水上弥生
- アイフル大作戦 第31話「メロメロ! お色気大作戦」（1973年、TBS / 東映）
- おしどり右京捕物車（1974年、ABC / 松竹） - おふく 役
  - 第9話「妬（やく）」
  - 第14話「殺（ころす）」
  - 第16話「闇（やみ）」
  - 第20話「怨（うらむ）」
  - 第26話「愛（あい）」
- バーディー大作戦（TBS / 東映）
  - 第17話「殺人鬼の見合い結婚!」（1974年）
  - 第44話「殺人パニック捜査官」（1975年）
- 非情のライセンス（NET / 東映）
  - 第1シリーズ 第30話「兇悪の青春」（1974年） - 石原弘子
  - 第2シリーズ 第16話「兇悪の青い鳥」（1975年） - 千代
  - 第2シリーズ 第60話「兇悪のお母さん」（1975年） - 富田安子
- 夜明けの刑事（TBS / 大映テレビ）
  - 第10話「そっくりさん殺人事件」（1974年）
  - 第50話「死をかけた妻の叫び!!」（1975年） - 料亭・美の輪の女将（中井まさ代）
- 銀河テレビ小説 （NHK）
  - 雨やどり（1975年） - 和江 役
  - 上野駅周辺（1978年） - ラーメン屋(妻) 役
  - つかこうへいのかけおち'83（1983年） - タケ 役
- 傷だらけの天使 第17話「回転木馬に熱いさよならを」（1975年、NTV / 東宝） - 久美子社長
- 影同心 第12話「花も恥じらう殺し節」（1975年、MBS / 東映） - お粂
- 剣と風と子守唄 第21話「女郎集団脱走」（1975年、NTV / 三船プロ） - おまさ
- 影同心II 第5話「女の争い紅葉花」（1975年、MBS / 東映） - 八重
- 伝七捕物帳（NTV / ユニオン映画）
  - 第64話「祭り太鼓に血がおどる」（1975年） - おりん
  - 第140話「命を賭けた待ッタナシ」（1977年） - おとみ
- Gメン'75（TBS / 東映）
  - 第20話「背番号3長島対Gメン」（1975年） - 渡辺明美
  - 第57話「刑法第十一条・絞首刑 その後…」（1976年） - 牧村きよ（郷土料理店里和経営）
  - 第85話「'77元旦 デカ部屋ぶっ飛ぶ!」（1977年） - 原口昌子
  - 第138話「復顔術」（1978年） - ハッピーローン社長・宇野沢子
  - 第190話「真犯人はこうして作られる」（1979年） - 古沢ひさおの母
- おふくろさん（1975年、NTV）
- 二丁目の未亡人は、やせダンプといわれる凄い子連れママ（1976年、NTV）
- 目撃 ある愛のはじまり（1976年、NTV）
- 十手無用 九丁堀事件帖 第19話「父（ち）ゃんが消えた!」（1976年、NTV / 東映） - お民
- 必殺仕業人 第9話「あんたこの仕組をどう思う」（1976年、ABC / 松竹） - おたか
- 必殺からくり人・血風編 第4話「大奥の天下に挑む紅い声」（1976年、ABC / 松竹） - 染井
- 大河ドラマ / 花神（1977年、NHK） - おはま
- 光る崖（1977年、TBS）
- 達磨大助事件帳 第3話「父子だるま」（1977年、ANB / 前進座 / 国際放映） - お富
- 気まぐれ本格派 第28話「居候、三杯目には?」（1978年、NTV）
- あすなろの詩（1978年、NTV）
- ポーラテレビ小説 / からっ風と涙（1979年、TBS） - 間庭徳子
- 花よめは16歳（1979年、ANB） - 甘田とき
- 駆け込みビル7号室 第2話「ほん物ニセモノ?! 帰ってきた蒸発亭主」（1979年、CX / 三船プロ）
- あゝ野麦峠（1980年、TBS）
- 愛のホットライン（1981年、CX） - 貝谷千津
- ザ・ハングマン 燃える事件簿 第13話「女ハングマン曉に死す」（1981年、ABC / 松竹芸能） - 平岡夢子
- 西部警察 第124話「不死鳥の如く・今」（1982年、ANB / 石原プロ） - 孤児院シスター
- 噂の刑事トミーとマツ 第2シリーズ 第28話「決まったァ! トミーの飛行機投げ」（1982年、TBS / 大映テレビ） - 近藤の妻
- ザ・ハングマンII 第25話「連続麻薬殺人 ポルノ女優を救え」（1982年、ABC / 松竹芸能） - 金成益恵
- あっけらかん（1982年、NTV）
- 右門捕物帖 第10話「ひとりぼっちの童歌」（1983年、NTV）
- 婦警さんは魔女 第3話「人形が歩く！もう絶望ほとんど魔女」（1983年、TBS / 大映テレビ）
- ポーラテレビ小説 / おゆう（1983年、TBS） - かつ
- 大奥 第42話「少女達の不良白書」（1984年、KTV / 東映） - 初島
- 少女が大人になる時 その細き道（1984年、TBS） - 中野三重
- 私鉄沿線97分署 第11話「晴れ着魔クンにプレゼント!」（1985年、ANB / 国際放映） - 滝村課長の妻
- 年末時代劇スペシャル（NTV / ユニオン映画）
  - 忠臣蔵（1985年）
  - 白虎隊（1986年） - セツ
- ドラマ女の手記「住宅街の恐怖」（1986年、TX）
- 新・熱中時代宣言 第20話「青い爆死、そして」（1987年、NTV）
- 現代恐怖サスペンス / ししゃもと未亡人（1987年、KTV / 東映）
- 愛の劇場（TBS）
  - 誘惑（1987年） - 島崎とき
- ダウンタウン探偵組 第9話「つれて逃げてくれョ ついて来なさいョ」（1988年、ABC / テレパック）
- 愛に燃える戦国の女（1988年、TBS）
- ふれ愛II（1988年、THK）
- 連続テレビ小説（NHK)
  - ノンちゃんの夢（1988年） - 結城すみ江
  - ひまわり（1996年） - 三井育子
- 人形佐七捕物帳 佐七一番手柄（1990年9月25日、ユニオン映画・テレビ東京） - お千代
- 和宮様御留（1991年、ANB） - 勾当内侍
- 代表取締役刑事（1991年、ANB / 石原プロ）
- ドラマ30
  - 泣かないでママ（1994年、CBC）
  - 愛の産科（1996年、MBS）
  - のんちゃんのり弁（1997年、CBC）
- 風の輪舞（1995年、THK）
- ママに宿題（1995年、TBS）
- たたかうお嫁さま（1995年、NTV）
- ガラスの仮面 第6話「激突!! 三重苦の二人は永遠のライバル」（1997年、ANB） - 山下佳代
- 39歳の秋（1998年、TBS）
- 永遠の仔（2000年、YTV）

〈2時間ドラマ〉
- 土曜ワイド劇場（ANB）
  - 死者との結婚（1978年）
  - 松本清張の聞かなかった場所（1979年）
  - 松本清張の地方紙を買う女（1981年）
  - 森村誠一の凶学の巣 その後（1984年）
  - 処刑教師（1984年9月29日）
  - カルチャースクール連続殺人事件（1987年）
  - 長崎オランダ村殺人事件（1987年）
  - 実年素人探偵とおんな秘書の名推理（1989年）
  - 美人コンパニオン殺し（1990年）
  - 美人キャスター殺人事件（1993年）
  - 車椅子の弁護士・水島威（3）（1997年）
  - おとり捜査官・北見志穂（1）（1998年）
  - 法医学教室の事件ファイル（11）（1999年）
- 木曜ゴールデンドラマ（YTV）
  - 夢芝居（1982年）
  - 父と娘 空白の18年（1983年）
  - 鉄窓の中の女友達 （1991年）
- 月曜ワイド劇場（ANB）
  - 女囚犯歴簿（2）（1983年）
  - 花柳幻舟獄中記（1）（1984年）
- 火曜サスペンス劇場（NTV）
  - 真夜中の妻たち（1984年）
  - 呪われた女（1984年）
  - 裏口入学殺人事件（1991年）
  - 監察医・室生亜季子（21）（1996年）
  - 警視庁鑑識班（3）（1997年）
  - 白骨が愛した男（1997年）
  - 逃げる女（1999年）
  - 九門法律相談所（10）（1999年）
- 金曜女のドラマスペシャル（CX）
  - 鬼子母の末裔（1985年）
- 水曜ドラマスペシャル / 月曜ドラマスペシャル（TBS）
  - 女の願い（1987年）
  - ポルノ女優・小夜子の冒険（1987年）
  - 私を騎手にして（1990年）
  - 女性保安員・二階堂雪（1998年）
  - 万引きGメン・二階堂雪（3）（1999年）
- ドラマチック22（TBS）
  - 親父の一番長い日（1989年）
  - 絶唱（1990年）
- 痛快時代劇スペシャル（NTV）
  - 大暴れ! 一心太助 天下の御意見番大久保彦左衛門罷り通る（1990年） - おたね

など

### オリジナルビデオ
- 丹波哲郎の大逆転（1992年、JVC）
- 大災難（1995年、大映）
- 大攻略 究極のランプ打法（1997年、ベンチャーフィルム）

## 著書
- 『女優魂 中原早苗』（2009年、ワイズ出版）